# Guntersdorf
Guntersdorf ist eine Marktgemeinde mit 1157 Einwohnern (Stand 1. Jänner 2025) im Bezirk Hollabrunn in Niederösterreich.

## Geografie
Guntersdorf liegt im Weinviertel in Niederösterreich. Die Fläche der Marktgemeinde umfasst 28,42 Quadratkilometer. Davon sind 86 Prozent landwirtschaftliche Nutzfläche, 5 Prozent Weingärten und 2 Prozent der Fläche sind bewaldet.

### Gemeindegliederung
Das Gemeindegebiet umfasst folgende zwei Ortschaften (in Klammern Einwohnerzahl Stand 1. Jänner 2025):
- Großnondorf (331)
- Guntersdorf (826)

Die Gemeinde besteht aus den Katastralgemeinden Großnondorf und Guntersdorf.

### Nachbargemeinden
| Zellerndorf               | Pernersdorf                                 | Haugsdorf   |
| Sitzendorf an der Schmida | Kompassrose, die auf Nachbargemeinden zeigt | Wullersdorf |
|                           | Grabern                                     |             |

## Geschichte
Wullersdorf wurde erstmals 1108 beziehungsweise 1141 schriftlich erwähnt. Im 13. Jahrhundert hatte das Stift Heiligenkreuz Grundbesitz in Guntersdorf. Im Jahr 1295 wurde erstmals die Feste der Familie der Ruckendorfer erwähnt. Von 1301 bis 1476 war das Gebiet im Besitz der Wallseer. In dieser Zeit, im Jahr 1312 wurde Guntersdorf zur Pfarre erhoben.
Laut Adressbuch von Österreich waren im Jahr 1938 in der Marktgemeinde Guntersdorf ein Arzt, ein Tierarzt, eine Agentur, zwei Bäcker, zwei Binder, zwei Dachdecker, ein gemeindeeigenes Elektrizitätswerk, zwei Fleischer, zwei Friseure, zwei Gastwirte, drei Gemischtwarenhändler, ein Glaser, eine Hebamme, ein Holzhändler, ein Landesproduktehändler, ein Sägewerk, zwei Sattler, zwei Schlosser, zwei Schmiede, zwei Schneider und zwei Schneiderinnen, vier Schuster, drei Tischler, ein Viktualienhändler, zwei Wagner, ein Wasenmeister, ein Zimmermeister und mehrere Landwirte ansässig.
Im Jahr 1944 wurden ungarische Juden als Zwangsarbeiter im landwirtschaftlichen Bereich eingesetzt.

### Einwohnerentwicklung
Seit 1981 konnte die negative Geburtenbilanz durch eine positive Wanderungsbilanz ausgeglichen werden.
| Guntersdorf: Einwohnerzahlen von 1869 bis 2025      | Guntersdorf: Einwohnerzahlen von 1869 bis 2025 | Guntersdorf: Einwohnerzahlen von 1869 bis 2025 | Guntersdorf: Einwohnerzahlen von 1869 bis 2025 | Guntersdorf: Einwohnerzahlen von 1869 bis 2025 |
| --------------------------------------------------- | ---------------------------------------------- | ---------------------------------------------- | ---------------------------------------------- | ---------------------------------------------- |
| Jahr                                                |                                                |                                                |                                                | Einwohner                                      |
| 1869                                                | 1869                                           |                                                | 2.064                                          | 2.064                                          |
| 1880                                                | 1880                                           |                                                | 2.132                                          | 2.132                                          |
| 1890                                                | 1890                                           |                                                | 2.143                                          | 2.143                                          |
| 1900                                                | 1900                                           |                                                | 2.040                                          | 2.040                                          |
| 1910                                                | 1910                                           |                                                | 1.902                                          | 1.902                                          |
| 1923                                                | 1923                                           |                                                | 1.806                                          | 1.806                                          |
| 1934                                                | 1934                                           |                                                | 1.739                                          | 1.739                                          |
| 1939                                                | 1939                                           |                                                | 1.715                                          | 1.715                                          |
| 1951                                                | 1951                                           |                                                | 1.481                                          | 1.481                                          |
| 1961                                                | 1961                                           |                                                | 1.317                                          | 1.317                                          |
| 1971                                                | 1971                                           |                                                | 1.204                                          | 1.204                                          |
| 1981                                                | 1981                                           |                                                | 1.044                                          | 1.044                                          |
| 1991                                                | 1991                                           |                                                | 1.047                                          | 1.047                                          |
| 2001                                                | 2001                                           |                                                | 1.128                                          | 1.128                                          |
| 2011                                                | 2011                                           |                                                | 1.160                                          | 1.160                                          |
| 2021                                                | 2021                                           |                                                | 1.154                                          | 1.154                                          |
| 2025                                                | 2025                                           |                                                | 1.157                                          | 1.157                                          |
| Quelle(n): Statistik Austria, Gebietsstand 1.1.2021 |                                                |                                                |                                                |                                                |

## Kultur und Sehenswürdigkeiten
- Schloss Guntersdorf

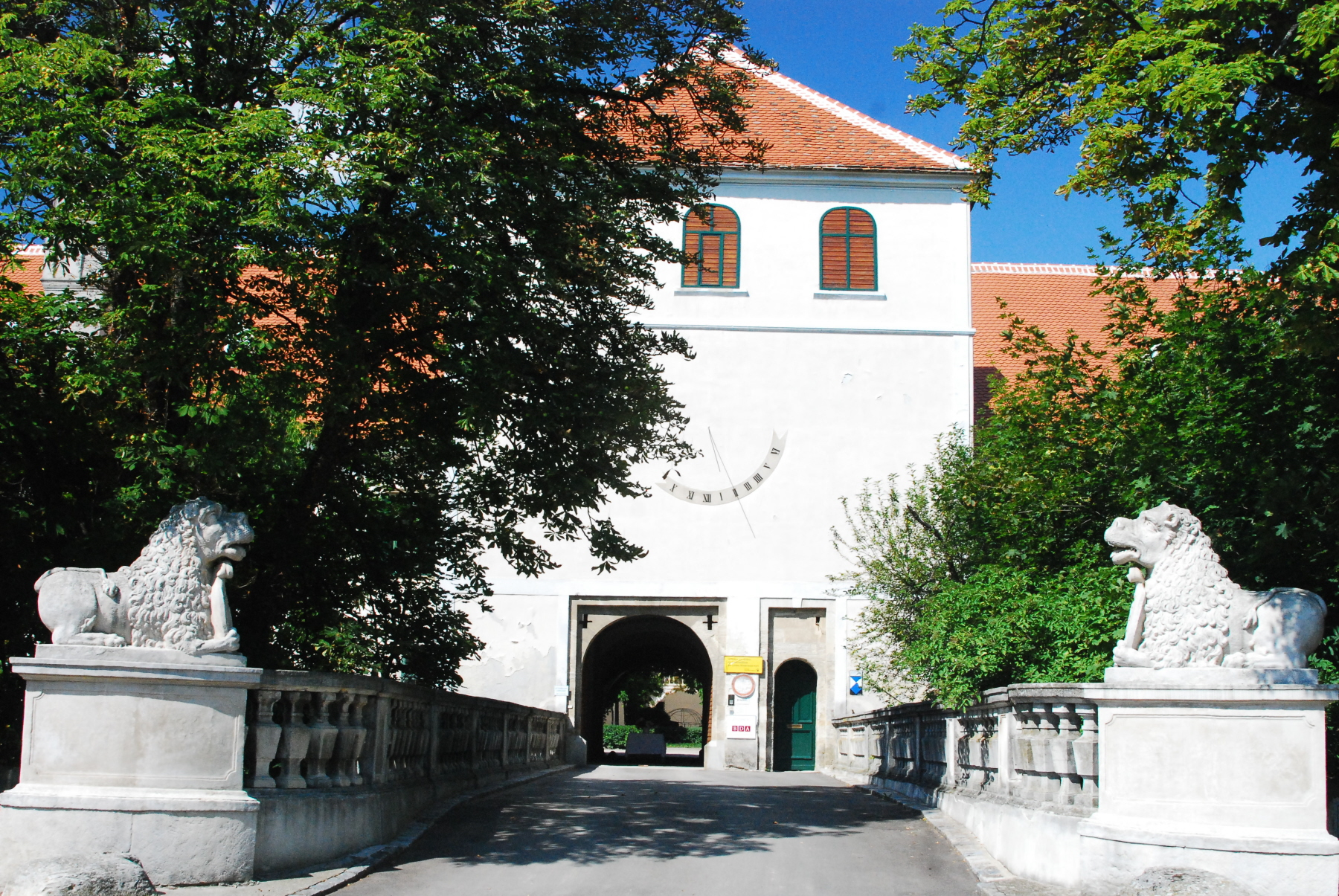
Schloss Guntersdorf

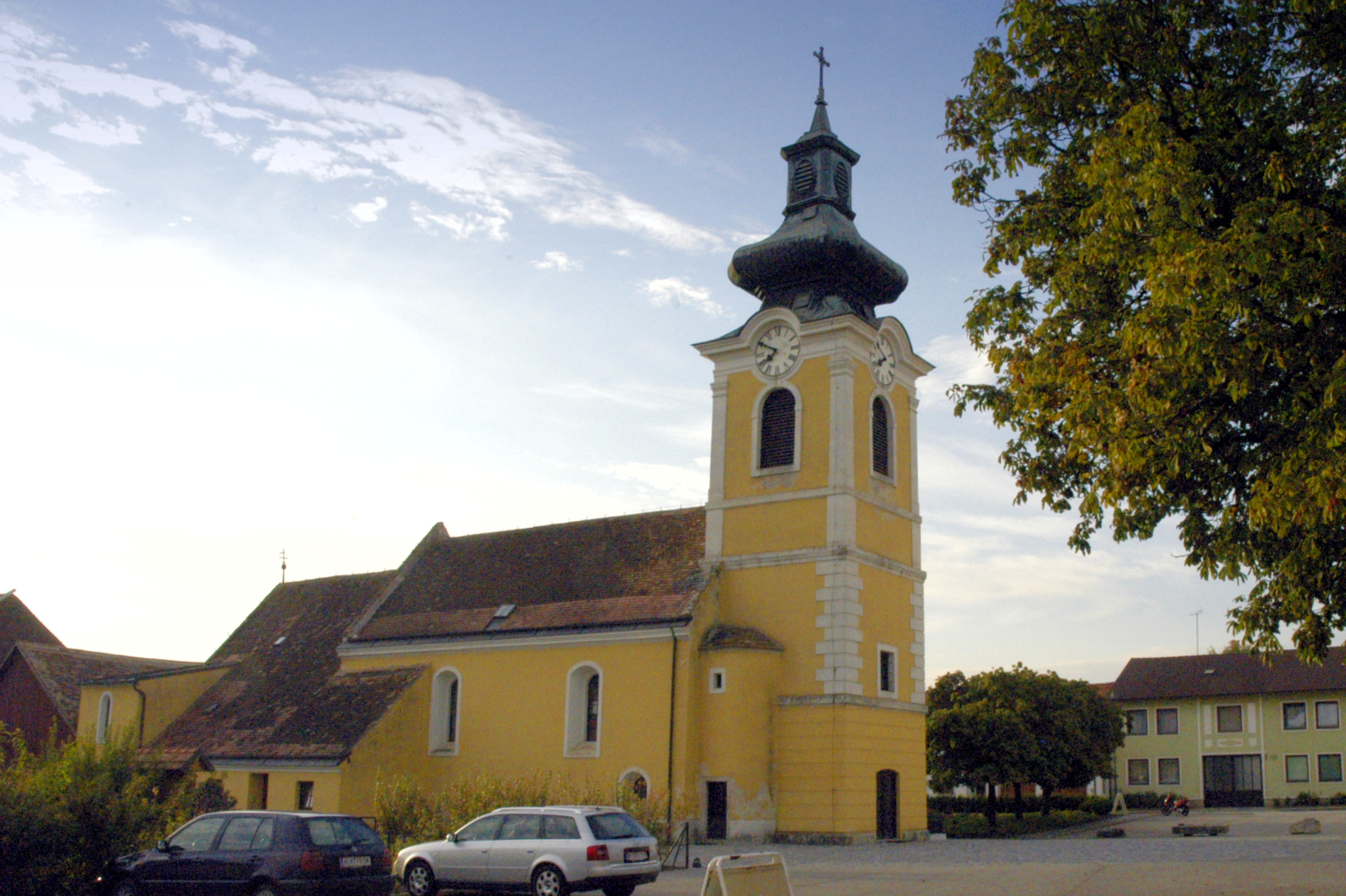
Pfarrkirche Großnondorf

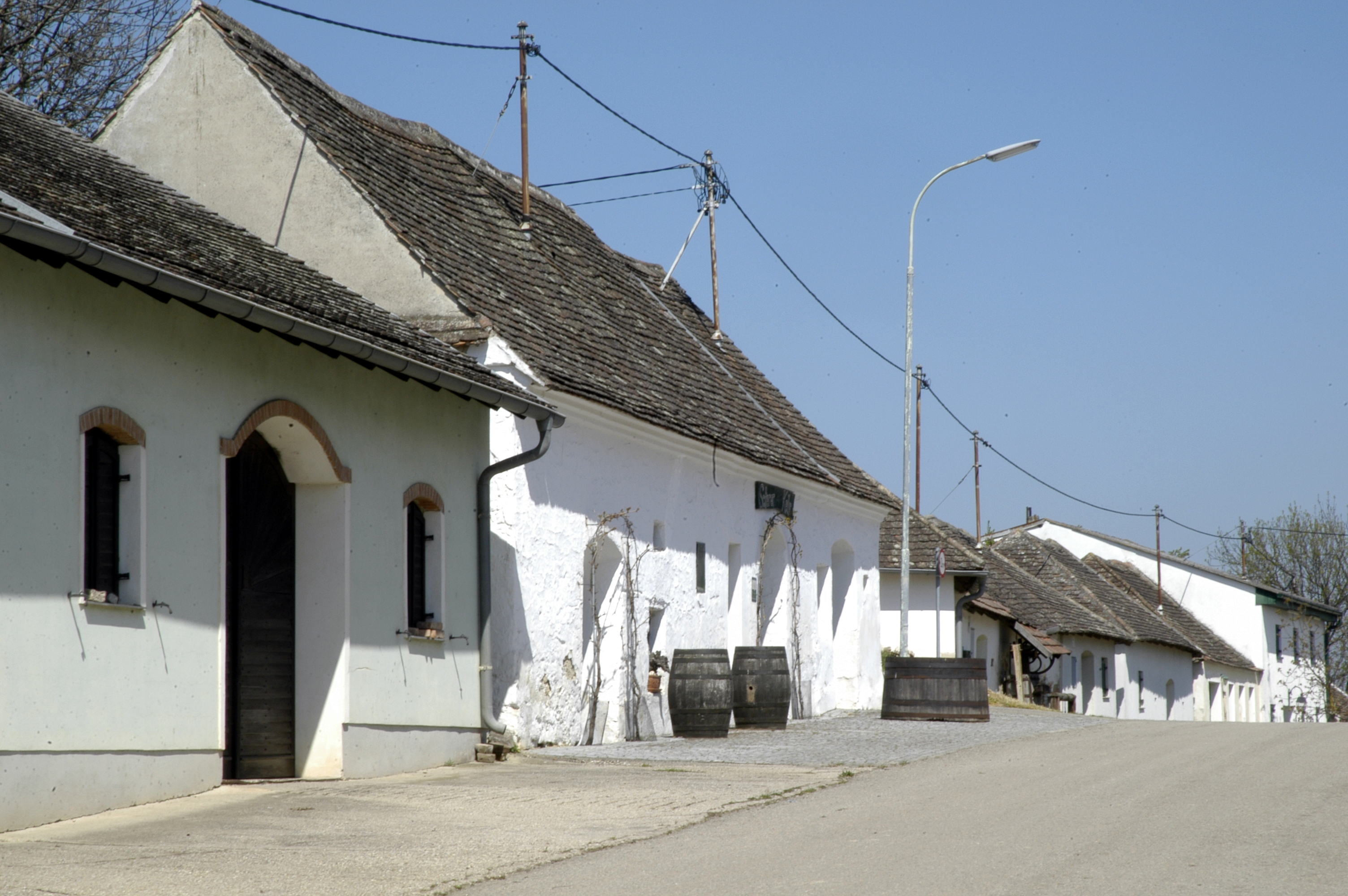
Kellergasse in Großnondorf

- Katholische Pfarrkirche Großnondorf hl. Pankratius
- Katholische Pfarrkirche Guntersdorf Mariä Himmelfahrt
- Theater Westliches Weinviertel: Das Theater ist seit 1987 in Guntersdorf beheimatet. Gründerin und Obfrau ist Franziska Wohlmann. Die freie Theatergruppe mit eigenem Haus ist Niederösterreichs kleinstes Theater mit Ganzjahresspielbetrieb. Der Spielplan umfasst die Bereiche Kinder- und Jugendtheater, Klassiker, Boulevardstücke sowie kritische Stücke zeitgenössischer Autoren. Immer wieder werden auch Gastspiele aus den Bereichen Theater und Kabarett sowie musikalische Veranstaltungen und Lesungen abgehalten.

## Wirtschaft und Infrastruktur
Im Jahr 2010 gab es in Guntersdorf 57 land- und forstwirtschaftliche Betriebe. Davon waren 34 Haupterwerbsbetriebe, die 87 Prozent der Fläche bewirtschafteten. 1999 waren es insgesamt 87 Betriebe und 45 im Haupterwerb. Im Produktionssektor beschäftigten acht Betriebe 43 Arbeitnehmer, etwa die Hälfte mit der Herstellung von Waren. Der Dienstleistungssektor gab in 38 Betrieben 113 Menschen Arbeit, fast der Hälfte in sozialen und öffentlichen Diensten (Stand 2011).

### Bildung
In der Marktgemeinde gibt es einen Kindergarten und eine Volksschule.

### Gesundheit
In Guntersdorf ordiniert ein praktischer Arzt.

### Verkehr
- Bahn: Guntersdorf liegt an der Nordwestbahn und hat Direktverbindungen nach Wien, Retz und Znojmo.[11]
- Straße: Im Guntersdorf zweigt die Thayatal Straße B30 von der Weinviertler Straße B303 ab. Seit 2017 ist die Verlängerung der Weinviertler Schnellstraße S3 im Bau. Sie wird eine eigene Abfahrt Wullersdorf erhalten und voraussichtlich 2020 fertiggestellt.[12][13]

## Politik

### Gemeinderat
Der Gemeinderat hat 19 Mitglieder.
- Mit den Gemeinderatswahlen in Niederösterreich 1990 hatte der Gemeinderat folgende Verteilung: 12 ÖVP, 5 SPÖ, und 2 FPÖ.
- Mit den Gemeinderatswahlen in Niederösterreich 1995 hatte der Gemeinderat folgende Verteilung: 12 ÖVP, 5 SPÖ, und 2 FPÖ.[14]
- Mit den Gemeinderatswahlen in Niederösterreich 2000 hatte der Gemeinderat folgende Verteilung: 13 ÖVP, 4 SPÖ, und 2 FPÖ.[15]
- Mit den Gemeinderatswahlen in Niederösterreich 2005 hatte der Gemeinderat folgende Verteilung: 14 ÖVP, und 5 SPÖ.[16]
- Mit den Gemeinderatswahlen in Niederösterreich 2010 hatte der Gemeinderat folgende Verteilung: 13 ÖVP, 3 SPÖ, und 3 FPÖ.[17]
- Mit den Gemeinderatswahlen in Niederösterreich 2015 hatte der Gemeinderat folgende Verteilung: 13 ÖVP, 3 SPÖ, und 3 FPÖ.[18]
- Mit den Gemeinderatswahlen in Niederösterreich 2020 hatte der Gemeinderat folgende Verteilung: 14 ÖVP, 3 SPÖ und 2 FPÖ.[19]
- Mit den Gemeinderatswahlen in Niederösterreich 2025 hat der Gemeinderat folgende Verteilung: 13 ÖVP, 4 FPÖ und 2 SPÖ.[20]

### Bürgermeister
- 1925–1938 Michael Gruber (1877–1964)
- 2000–2013 Günther Bradac (ÖVP)
- seit 2013 Roland Weber (ÖVP)[21]

### Wappen
Das Wappen wurde am 7. Mai 2006 vom niederösterreichischen Landeshauptmann verliehen. Die Blasonierung lautet: „In Blau über roter gequaderter Mauer mit goldenen Zinnen ein sechsstrahliger goldener Stern.“

### Gemeindepartnerschaften
- Partnergemeinde ist Guntersdorf in Hessen. Es gehört seit 1971 zur Stadt Herborn in Deutschland.[23]

## Persönlichkeiten

### Ehrenbürger
- 2000: Eduard Deim (1937–2018), Pfarrer, Vizerektor des Erzbischöflichen Seminar Hollabrunn[24]
- Simon Hausberger (1924–2008), Diplomat[24]

### Söhne und Töchter der Gemeinde
- Michael Gruber (1877–1964), Bürgermeister von Guntersdorf und Nationalratsabgeordneter
- Josef Kühschelm (1855–1908), Pfarrer in Guntersdorf, Reichsratsmitglied und Landtagsabgeordneter
- Max Neufeld (1887–1967), Schauspieler und Filmregisseur